# 丸山金治
丸山 金治（まるやま きんじ、1915年10月26日 - 1948年2月16日）は、日本の小説家、編集者。兵庫県出身。

## 来歴
神戸市葺合区熊内町生まれ。駒澤大学中退。明治大学文芸科に入り、里見弴の指導を受ける。中山義秀の紹介により創元社に入社。のち改造社に転職。結核を患い、1943年頃から悪化。病床で執筆を行った。没後、1949年に短編小説集「四人の踊リ子」が刊行された。
- 父親の厳命により駒澤大学に入学したが、文学志望が止まらず1年で退学。明治大学文芸科に入り直す。
- 妹と朋輩であった宝塚歌劇の踊り子と結婚し、そこから「四人の踊り子」を書いた[3]。
- 作風は繊細で清潔であると言われる[4]。
- 肺結核が1943年頃から悪化。過労と不養生のため命を落とす。

## 著作
- 「夏の宿」（[藝林間歩」第二巻第九号 1947.12掲載）
- 丸山金治『四人の踊リ子』改造社、1949年。doi:10.11501/1134239。NDLJP:1134239。「国立国会図書館デジタルコレクション」